# Ntonhiro
Ne doit pas être confondu avec Ntonhéro.
Ntonhiro est une localité du département de Tiankoura, dans la province du Bougouriba (région du Sud-Ouest) au Burkina Faso. En 2006, cette localité comptait 70 habitants dont 48.6% de femmes.